# Malé Hoste
Malé Hoste (in ungherese: Kisvendég) è un comune della Slovacchia facente parte del distretto di Bánovce nad Bebravou, nella regione di Trenčín.